# Pustověty
Pustověty (Duits: Wüsterried) is een Tsjechische gemeente in de regio Midden-Bohemen en maakt deel uit van het district Rakovník.
Pustověty telt 126 inwoners.

## Etymologie
De naam is waarschijnlijk afgeleid van het Oud-Tsjechische werkwoord větovati wat spreken betekent. De naam betekent dan dorp van zigeuners, mensen waarvan gezegd wordt dat ze op een loslippige manier spreken.

## Geschiedenis
De eerste schriftelijke vermelding van het dorp dateert van 1391.
In 1950 werden de dorpen Pustověty en Nový Dům afgesplitst van de toenmalige gemeente Ryšín en gingen door als zelfstandige gemeenten.

## Verkeer en vervoer

### Autowegen
Pustověty is bereikbaar via een regionale weg.

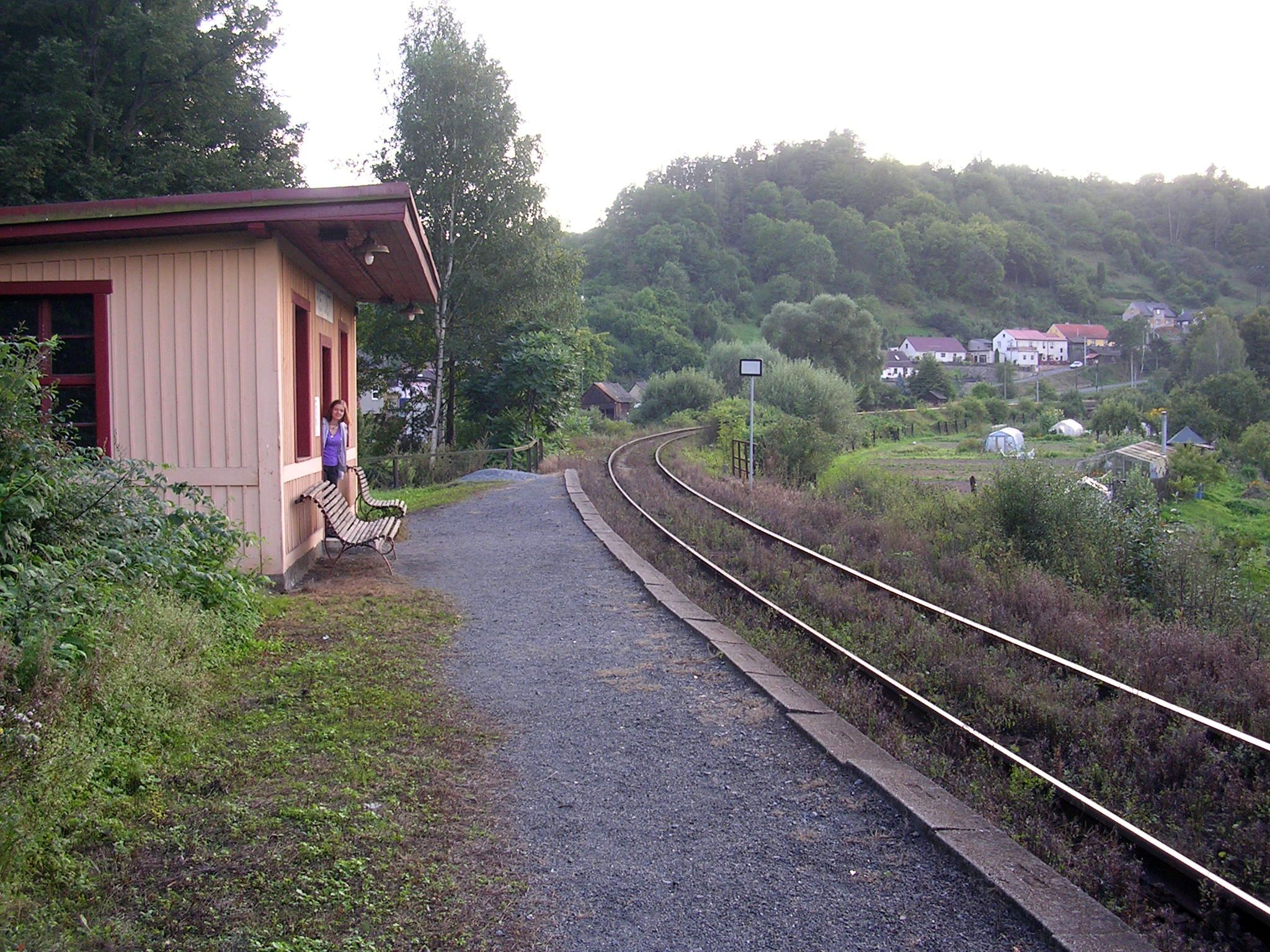
Station Pustověty

### Spoorlijnen
Station Pustověty ligt aan spoorlijn 174 Beroun - Rakovník. De lijn is een enkelsporige nationale lijn waarop het vervoer in 1878 begon.
Op werkdagen halteren er 12 treinen per dag; in het weekend 10.

### Buslijnen
Er rijden geen bussen van/naar het dorp.

## Galerij

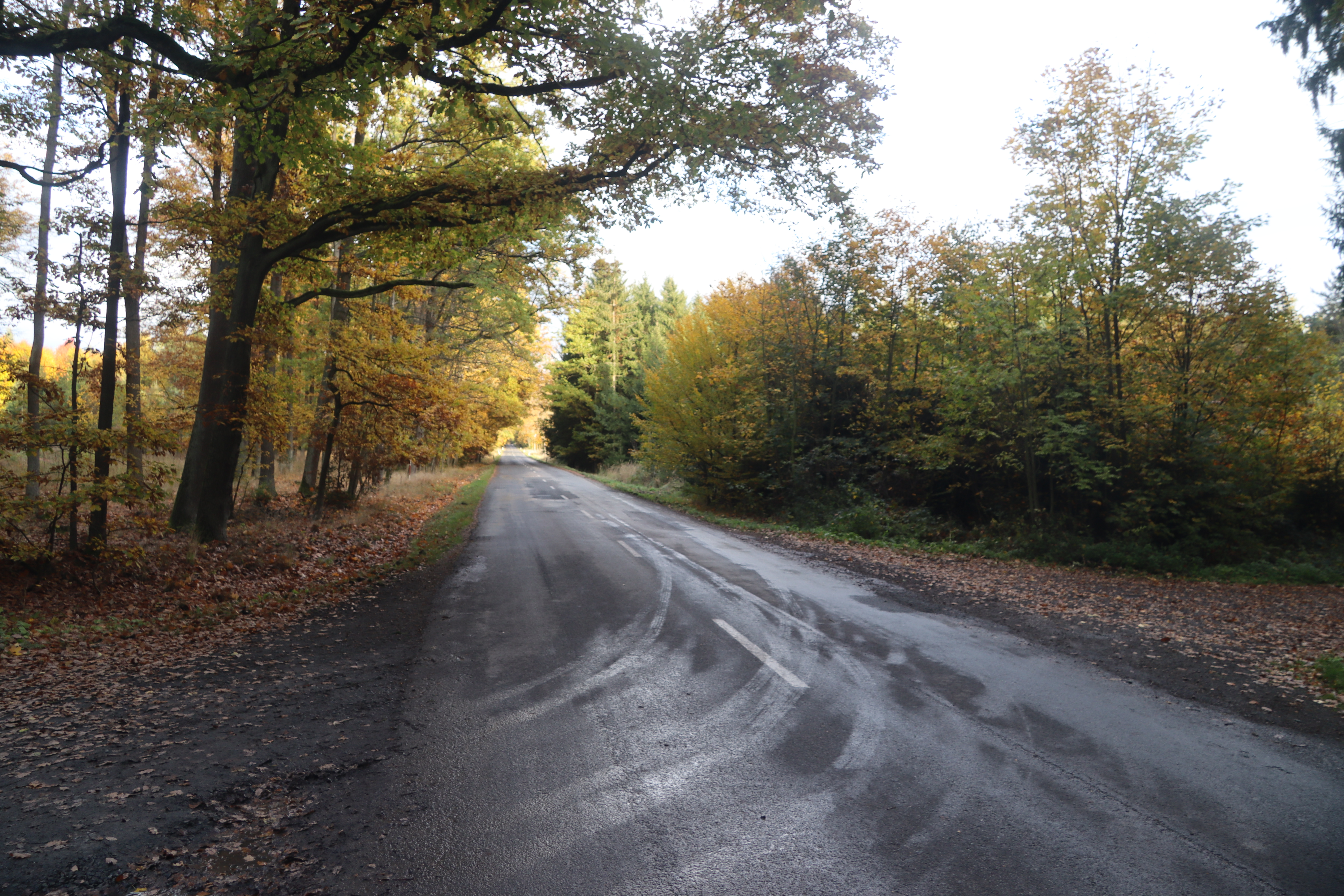
Weg nabij Pustověty
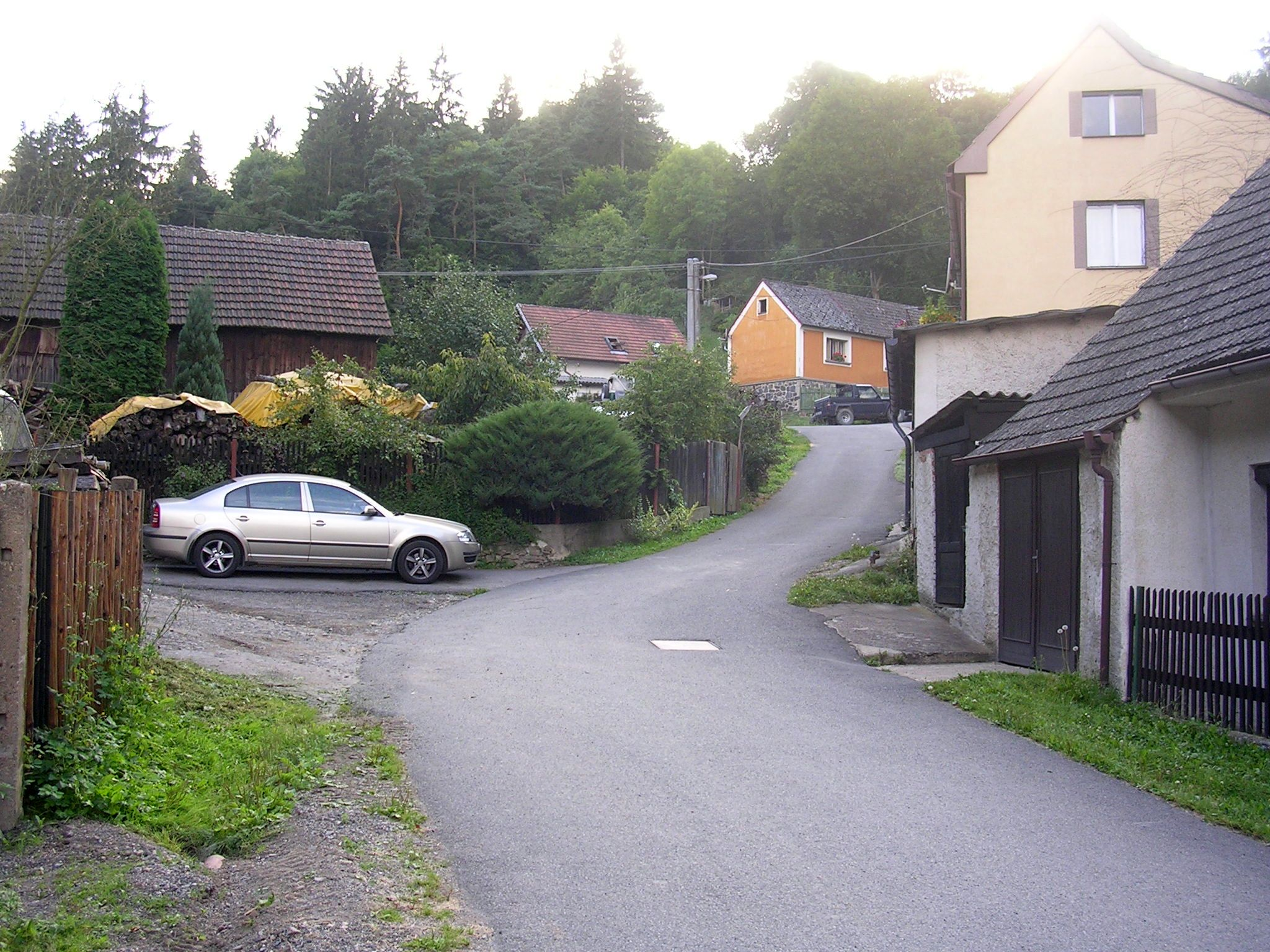
Straat in Pustověty
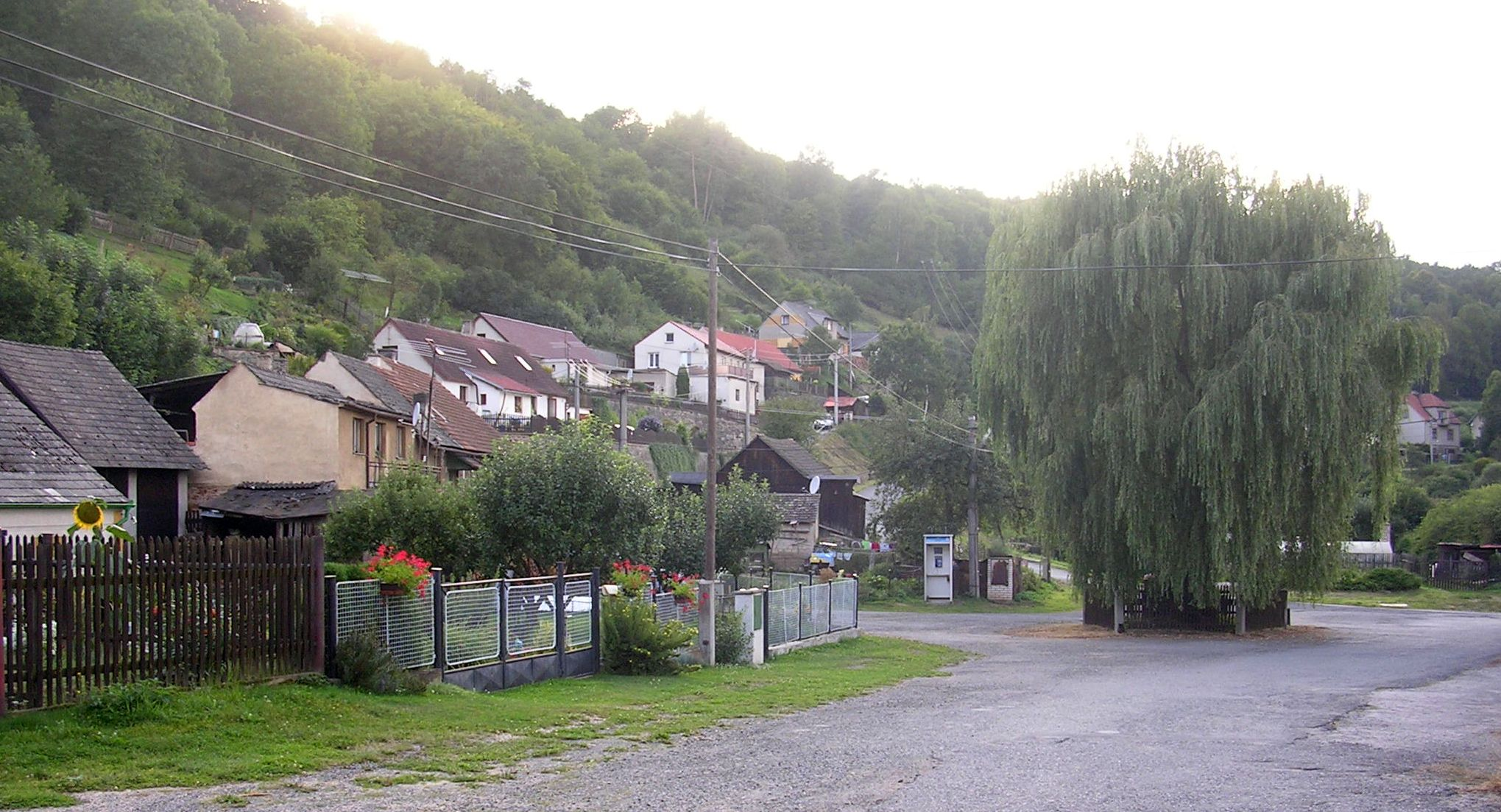
Pleintje in Pustověty
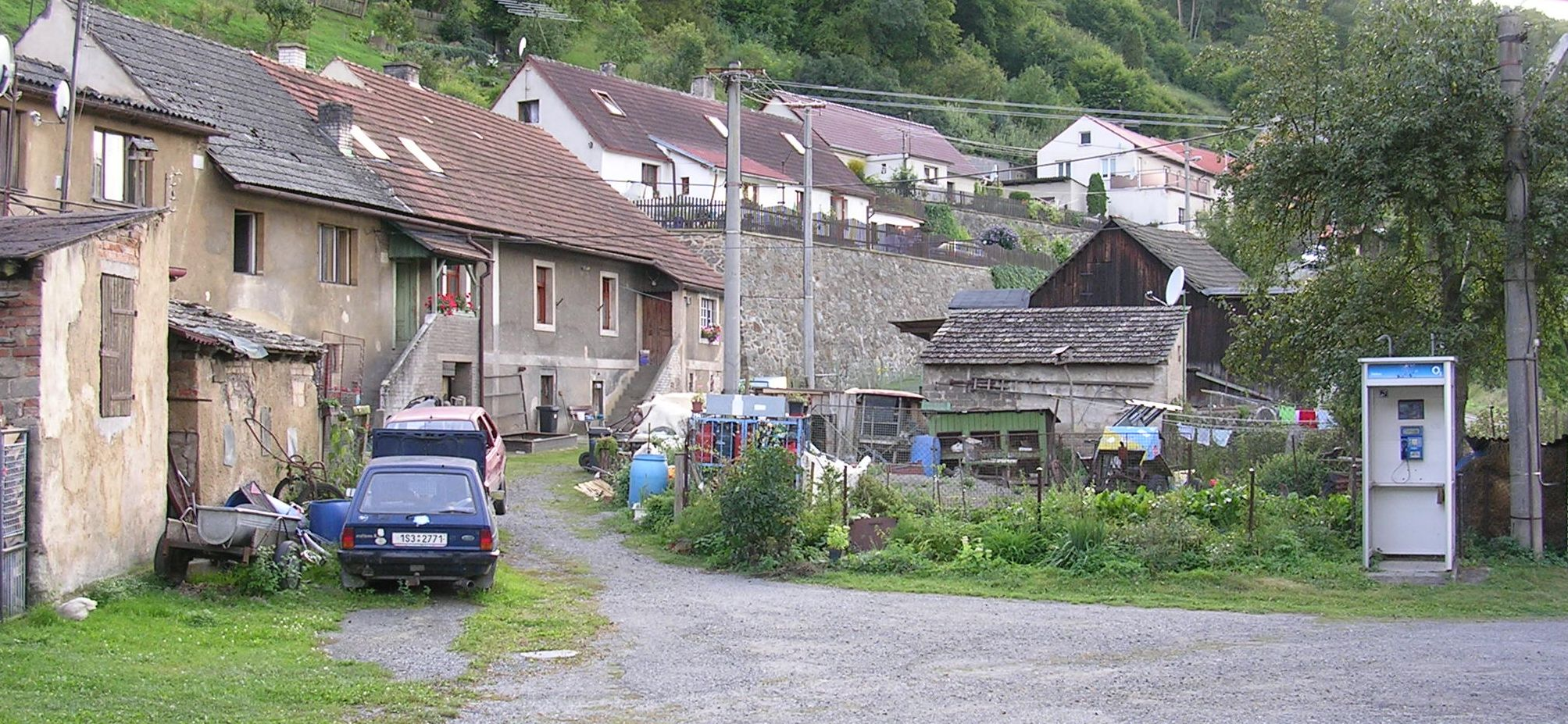
Woonerf in Pustověty
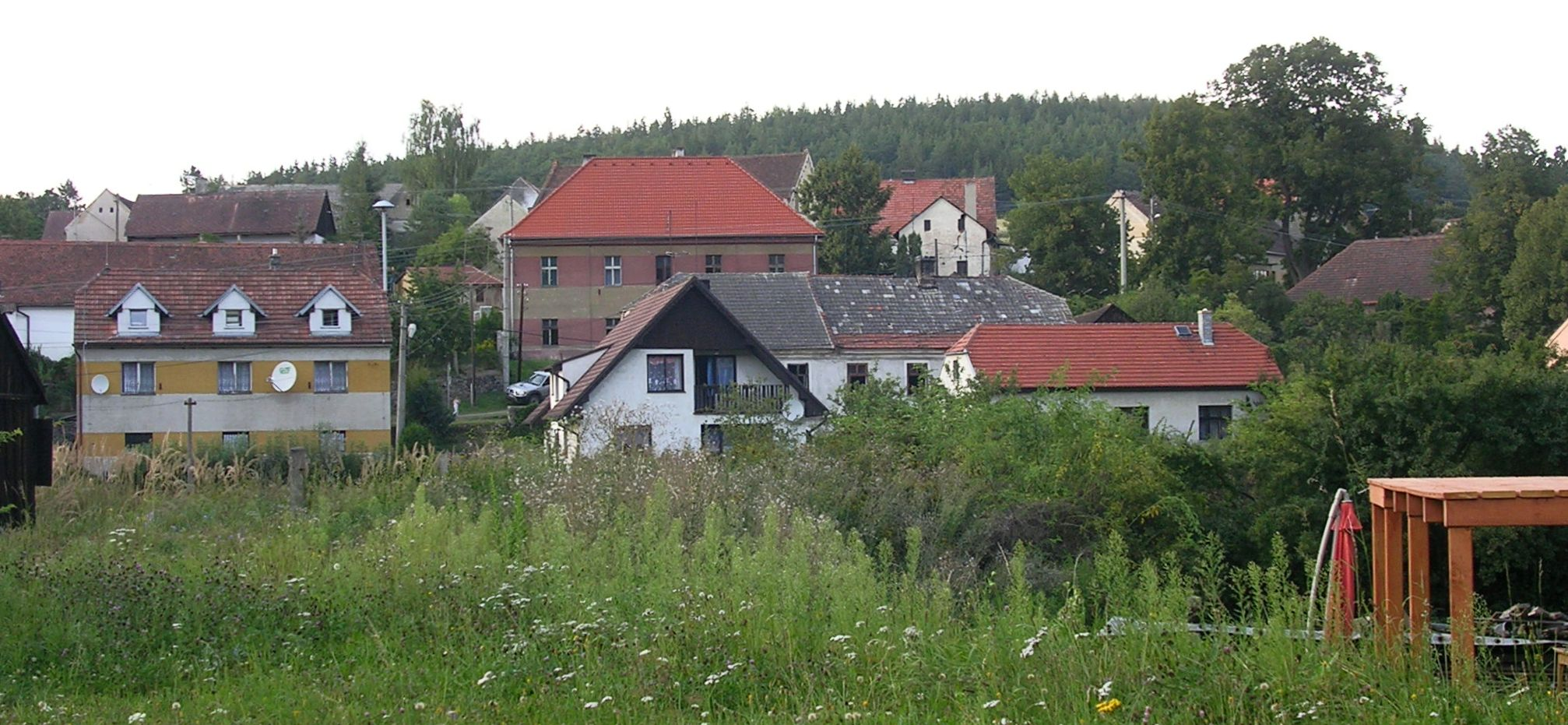
Huizen in Pustověty
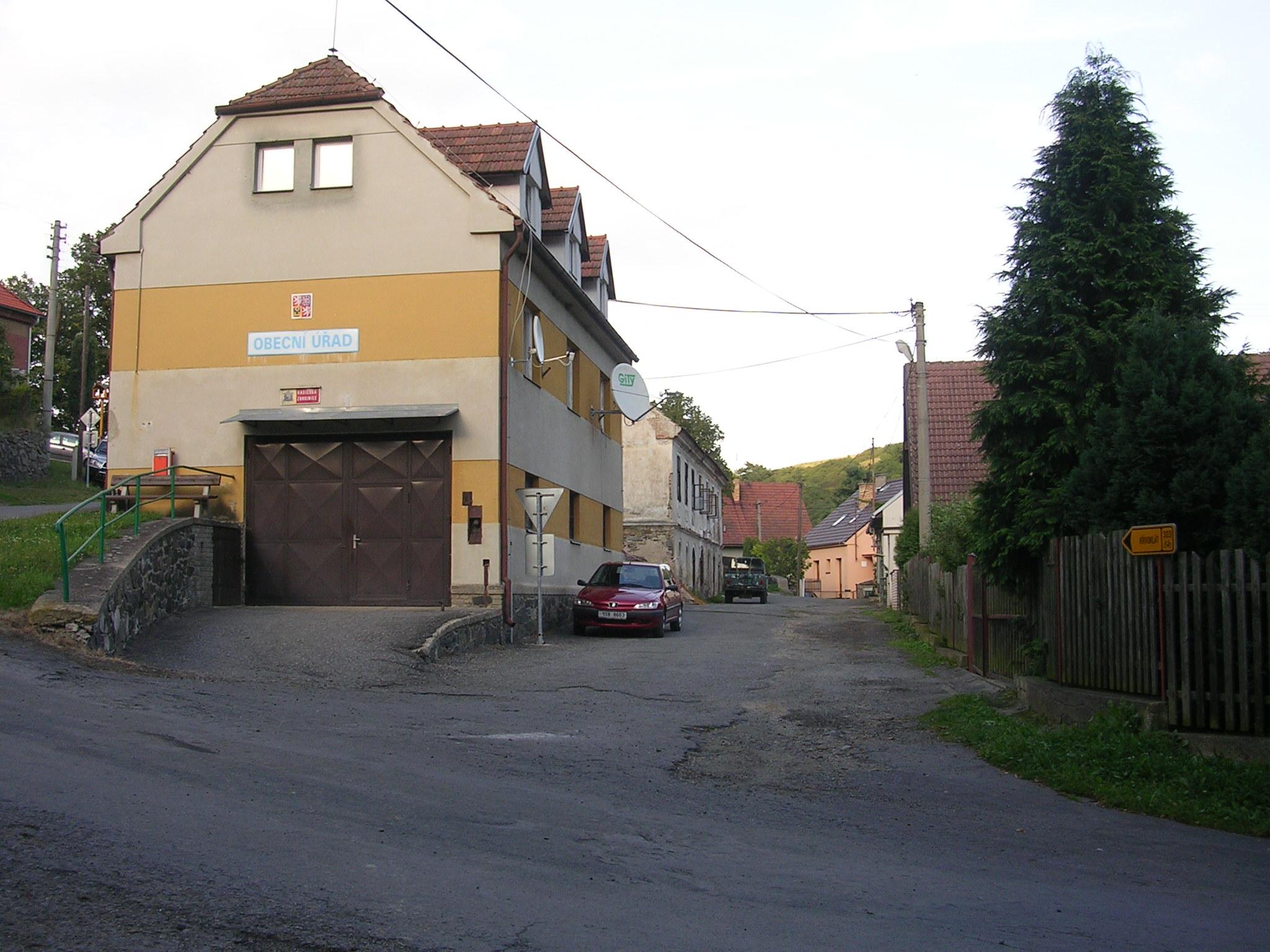
Gemeentehuis
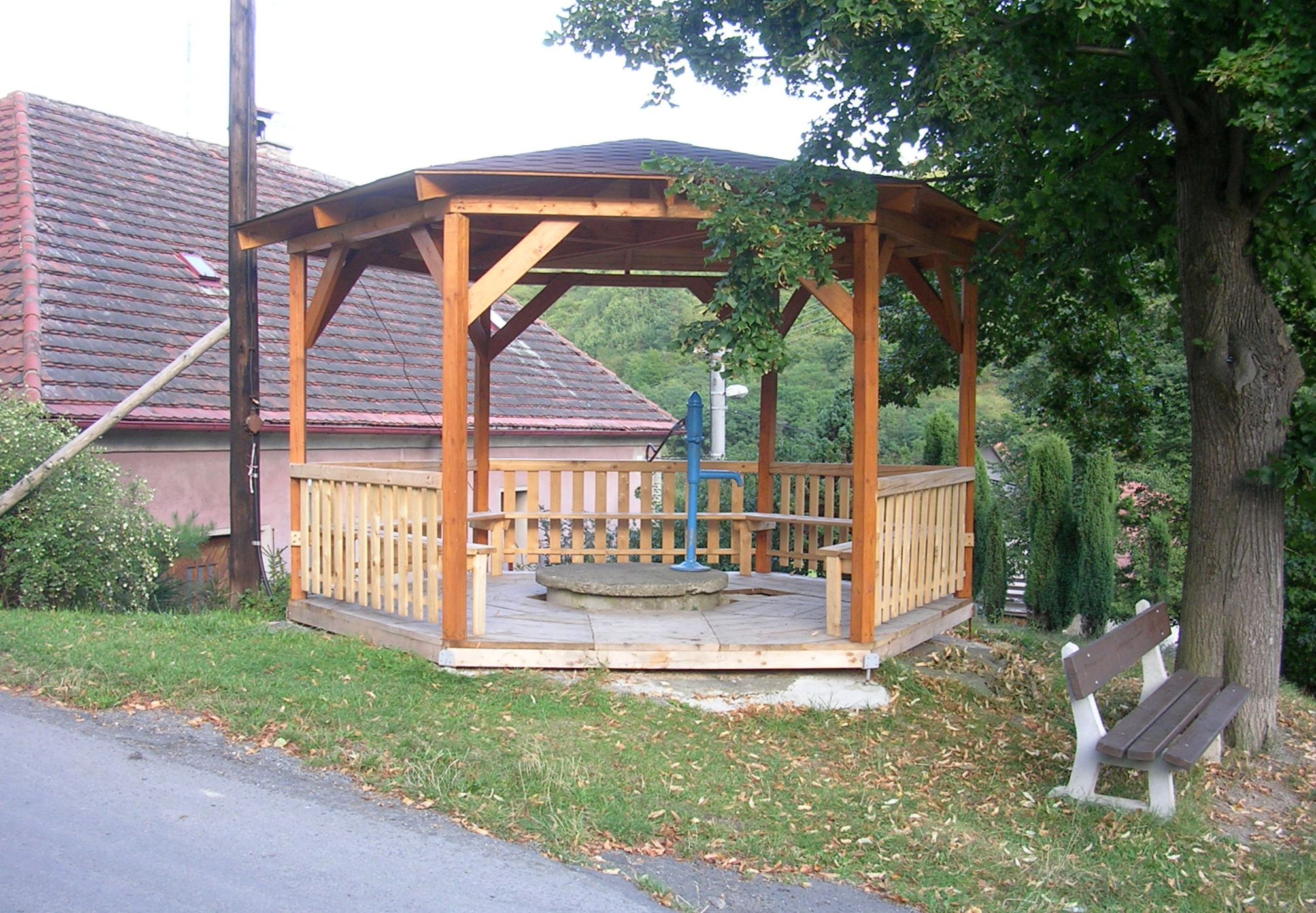
Waterpomp